# DECHEMA

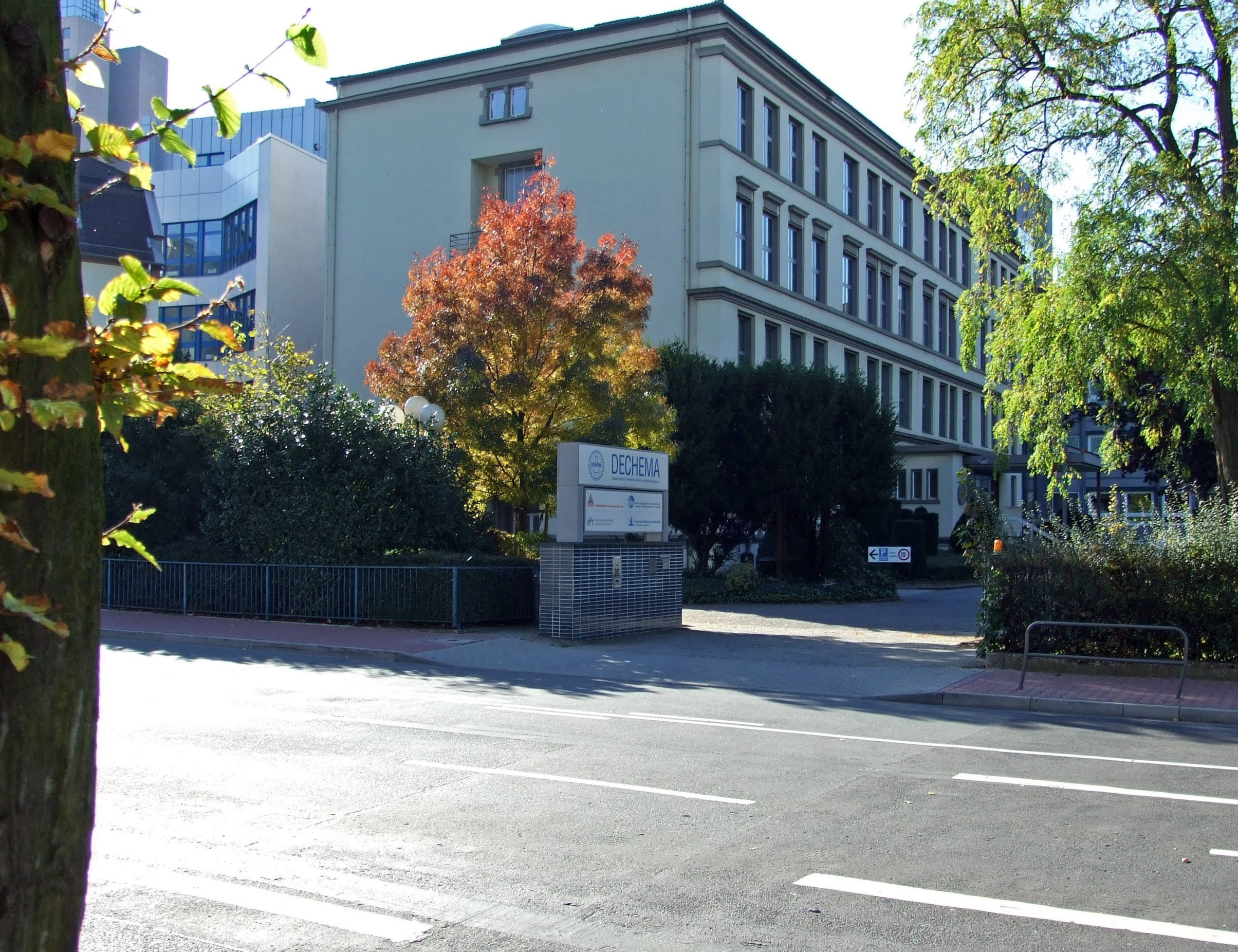
Dechema

DECHEMA, abbreviazione di Deutsche Gesellschaft für chemisches Apparatewesen (Società Tedesca per gli apparati Chimici"), in seguito divenuta Gesellschaft für Chemische Technik und Biotechnologie (Società per l'Ingegneria Chimica e le Biotecnologie), è un'organizzazione senza scopo di lucro fondata nel 1926 e che ha sede a Francoforte.

## Descrizione
L'organizzazione ha lo scopo di supportare lo sviluppo della tecnologia chimica, delle biotecnologie e della protezione dell'ambiente. Al 2012, ad essa aderivano più di 5.000 chimici, biotecnologi e ingegneri, oltre a varie imprese e associazioni, che la considerano come un'interfaccia e uno strumento di dialogo fra il mondo scientifico, economico, industriale e il pubblico.

Al riguardo, ACHEMA è la fiera triennale di Francoforte che rappresenta un punto di riferimento internazionale per gli operatori del settore. Inoltre, ogni anno viene assegnata la medaglia ACHEMA "per risultati eccezionali nel campo della tecnologia degli apparecchi chimici".
ACHEMA è membro dell'European Federation of Chemical Engineering, nella quale dal 2018 ricopre il ruolo di segretario aggiunto.

## Chemical Engineering and Biotechnology Abstracts
DECHEMA gestisce Chemical Engineering and Biotechnology Abstracts (CEABA), un database bibliografico multidisciplinare online e un servizio web di indicizzazione della letteratura accademica, che copre le seguenti aree tematiche: ingegneria chimica, dei processi e dei bioprocessi, salute e sicurezza ambientale, fermentazione ed enzimologia, tecnologie dell'informazione, tecnologia e prove dei materiali (compresa la corrosione), metodi matematici e modellistica, teoria della misura e controllo di processo, risorse, servizi web e numeri CAS.

La banca dati nacque nel '93 dall'unione dei database:
- CEABA, a sua volta creato dall'integrazione con DECHEMA, che conteneva dati a partire dal 1975,
- CEA: Chemical Engineering Abstracts, con dati risalenti al 1971,
- CBA: Current Biotechnology Abstracts, con dati risalenti al 1971,
- VTB.

A maggio del 2017, il numero di record bibliografici era superiore a 1.02 milioni, di cui il Royal Society Chemistry Database conteneva più di 420.000 record datati a partire dal 1971.
La  anca dati dialoga col Chemical engineering and biotechnology abstracts" (CEBA) della Royal Chemistry society britannica
La banca dati è aggiornata mensilmente ed è disponibile sia in lingua inglese che tedesca.
Le attività sono gestite direttamente in Germania da DECHEMA, in collaborazione con la BASF e la Bayer Technology Services.
La versione online è riferita alla letteratura tecnicae e scientifica prodotta in Germania e a livello internazionale. Essa è accessibile tramite STN/ STN International (Scientific & Technical Information Network), che è anche il nome di un servizio di telecomunicazioni afferente a Fachinformationszentrum Karlsruhe (FIZ Karlsruhe) e a Chemical Abstracts Service (CAS).
Inoltre, Chemical Engineering and Biotechnology Abstracts è anche il titolo di un'edizione a stampa dell'indice bibliografico, curata da DECHEMA, dalla The Royal Society of Chemistry e dalla German Society for Chemical Equipment, Chemical Technology and Chemical Biotechnology, contenente 450.000 record bibliografici datati a partire dal 1970.